# Chloroclystis gonias
Glaucoclystis gonias là một loài bướm đêm trong họ Geometridae.